# Anton Coşa
Anton Coşa (Faraoani, Bacău , 23 de noviembre de  1961) es un obispo católico rumano. Es el primer obispo de la diócesis católica de Chisináu en Moldavia (2001).

## Biografía
Anton Coşa nació en 1961, en el seno de una familia csangó, una etnia minoritaria de húngaros; una familia campesina en el pueblo de Valea Mare, condado de Bacău. Tras concluir los estudios en la escuela secundaria en la comuna de Hemeius, se graduó en el Instituto Teológico Católico Romano de Iaşi (1989). En junio de ese año fue ordenado sacerdote por el arzobispo de Bucarest, Ioan Robu, e incardinado en la diócesis de Iaşi. Fue nombrado vicario en Roman (1989-1990); y en Chisináu (1990-1991), donde fue nombrado párroco (1991).
Juan Pablo II le nombró Administrador Apostólico de Moldavia (1993), y posteriormente obispo titular de Paestum (octubre de 1999). Consagrado obispo en la Basílica de San Pedro (enero de 2000), fue nombrado primer obispo inaugural Chişinău en 2001. La diócesis de Chişinău comprende toda Moldavia, incluyendo al Estado autoploclamado de Transnistria. En 2022, hay veinte mil católicos en un territorio con una población total de tres millones y medio de personas.
Pese a que Moldavía es uno de los países más pobres de Europa, el obispo Coşa ha creado en el seno de la Iglesia Católica en Chişinău, programas para atender a mujeres embarazadas, menores no acompañados, y mujeres sin recursos, que huyen de la guerra  provocada por la Invasión rusa de Ucrania (2022).